# Barbula munyensis
Barbula munyensis är en bladmossart som beskrevs av Robert Statham Williams 1927. Barbula munyensis ingår i släktet neonmossor, och familjen Pottiaceae. Inga underarter finns listade i Catalogue of Life.